# Колісникове (Білоцерківський район)
Коле́сникове — село в Рокитнянській селищній громаді Білоцерківського району Київської області України. Відстань до обласного центру становить 115 км, до центру громади становить 21 км, що частково проходить автошляхом регіонального значення Т 1017. Відстань до найближчої залізничної станції Рокитне становить 21 км. Населення становить 199 осіб.

## Населення

### Мова
Розподіл населення за рідною мовою за даними перепису 2001 року:
| Мова       | Кількість | Відсоток |
| ---------- | --------- | -------- |
| українська | 195       | 97.99%   |
| російська  | 4         | 2.01%    |
| Усього     | 199       | 100%     |